# Dipartimento di Médina Yoro Foulah
Il dipartimento di Médina Yoro Foulah (fr. Département de Médina Yoro Foulah) è un dipartimento del Senegal, appartenente alla regione di Kolda. Il capoluogo è la cittadina di Medina Yoro Foulah.
Il dipartimento attuale venne creato nel 2008 scorporando parte del precedente dipartimento di Kolda. Si estende nella parte nordoccidentale della regione, al confine con il Gambia.
Il dipartimento di Médina Yoro Foulah comprende (al 2012) 2 comuni e 3 arrondissement.
comuni:
- Médina Yoro Foulah
- Pata

arrondissement:
- Fafacourou
- Ndorna
- Niaming